# Danh sách đơn vị hành chính Giang Tây
Tỉnh Giang Tây, Trung Quốc được chia ra thành các đơn vị hành chính sau:
- 11 đơn vị cấp địa khu
  - tất cả đều là địa cấp thị
- 99 đơn vị cấp huyện
  - 10 huyện cấp thị
  - 70 huyện
  - 19 khu (quận)
- 1548 đơn vị cấp hương
  - 770 trấn/ thị trấn
  - 651 hương/ xã
  - 7 hương dân tộc
  - 120 nhai đạo

Tất cả các đơn vị hành chính này được giải thích chi tiết trong bài phân cấp hành chính Trung Quốc. Danh sách sau chỉ liệt kê các đơn vị hành chính cấp địa khu và cấp huyện của Giang Tây.
| Thành phố (địa cấp thị)    | Quận                                                                                               | Huyện, thành phố cấp huyện (huyện cấp thị) |
| -------------------------- | -------------------------------------------------------------------------------------------------- | --- |
| • Nam Xương (南昌市)       | Đông Hồ (东湖区) Tây Hồ (西湖区) Thanh Vân Phổ (青云谱区) Loan Lý (湾里区) Thanh Sơn Hồ (青山湖区) | Tân Kiến (新建县), Nam Xương (南昌县) Tiến Hiền (进贤县), An Nghĩa (安义县) |
| • Cảnh Đức Trấn (景德镇市) | Châu Sơn (珠山区) Xương Giang (昌江区)                                                             | thành phố cấp huyện Lạc Bình (乐平市) Phù Lương (浮梁县) |
| • Bình Hương (萍乡市)      | An Nguyên (安源区) Tương Đông (湘东区)                                                             | Liên Hoa (莲花县) Thượng Lật (上栗县) Lô Khê (芦溪县) |
| • Cửu Giang (九江市)       | Tầm Dương (浔阳区) Lư Sơn (庐山区)                                                                 | thành phố cấp huyện Thụy Xương (瑞昌市) Cửu Giang (九江县), Tinh Tử (星子县), Vũ Ninh (武宁县) Bành Trạch (彭泽县), Vĩnh Tu (永修县), Tu Thủy (修水县) Hồ Khẩu (湖口县), Đức An (德安县), Đô Xương (都昌县) |
| • Tân Dư (新余市)          | Du Thủy (渝水区)                                                                                   | Phân Nghi (分宜县) |
| • Ưng Đàm (鹰潭市)         | Nguyệt Hồ (月湖区)                                                                                 | thành phố cấp huyện Quý Khê (贵溪市) Dư Giang (余江县) |
| • Cám Châu (赣州市)        | Chương Cống (章贡区)                                                                               | thành phố cấp huyện Thụy Kim (瑞金市) thành phố cấp huyện Nam Khang (南康市) Thạch Thành (石城县), An Viễn (安远县), Cám (huyện) (赣县) Ninh Đô (宁都县), Tầm Ô (寻乌县), Hưng Quốc (兴国县) Định Nam (定南县), Thượng Do (上犹县), Vu Đô (于都县) Long Nam (龙南县), Sùng Nghĩa (崇义县), Tín Phong (信丰县) Toàn Nam (全南县), Đại Dư (大余县), Hội Xương (会昌县) |
| • Cát An (吉安市)          | Cát Châu (吉州区) Thanh Nguyên (青原区)                                                            | thành phố cấp huyện Tỉnh Cương Sơn (井冈山市) Cát An (吉安县), Vĩnh Phong (永丰县), Vĩnh Tân, Cát An (永新县) Tân Can (新干县), Thái Hòa (泰和县), Hạp Giang (峡江县) Toại Xuyên (遂川县), An Phúc (安福县) Cát Thủy (吉水县), Vạn An (万安县) |
| • Nghi Xuân (宜春市)       | Viên Châu (袁州区)                                                                                 | thành phố cấp huyện Phong Thành (丰城市) thành phố cấp huyện Chương Thụ (樟树市) thành phố cấp huyện Cao An (高安市) Đồng Cổ (铜鼓县), Tĩnh An (靖安县), Nghi Phong (宜丰县) Phụng Tân (奉新县), Vạn Tái (万载县), Thượng Cao (上高县) |
| • Phủ Châu (抚州市)        | Lâm Xuyên (临川区)                                                                                 | Nam Phong (南丰县), Lạc An (乐安县), Kim Khê (金溪县) Nam Thành (南城县), Đông Hương (东乡县), Tư Khê (资溪县) Nghi Hoàng (宜黄县), Quảng Xương (广昌县), Lê Xuyên (黎川县) Sùng Nhân (崇仁县) |
| • Thượng Nhiêu (上饶市)    | Tín Châu (信州区)                                                                                  | thành phố cấp huyện Đức Hưng (德兴市) Thượng Nhiêu (上饶县), Quảng Phong (广丰县) Bà Dương (鄱阳县), Vụ Nguyên (婺源县), Duyên Sơn (铅山县) Dư Can (余干县), Hoành Phong (横峰县) Dặc Dương (弋阳县), Ngọc Sơn (玉山县), Vạn Niên (万年县) |